# Orehek, Cerkno
Orehek este o localitate din comuna Cerkno, Slovenia, cu o populație de 87 de locuitori.